# Лопашов
Лопашов (слч. Lopašov) насељено је мјесто са административним статусом сеоске општине (слч. obec) у округу Скалица, у Трнавском крају, Словачка Република.

## Становништво
| Година:    | 1994. | 2004.   | 2014.    | 2024.   |
| ---------- | ----- | ------- | -------- | ------- |
| Број људи: | 275   | 287     | 334      | 339     |
| Разлика:   |       | +4,36 % | +16,37 % | +1,49 % |

| Година:    | 2023. | 2024.   |
| ---------- | ----- | ------- |
| Број људи: | 338   | 339     |
| Разлика:   |       | +0,29 % |

Према подацима о броју становника из 2024. године насеље је имало 339 становника.